# Ойл-Тро (Арканзас)
Ойл-Тро (англ. Oil Trough, Arkansas) — город, расположенный в округе Индепенденс (штат Арканзас, США) с населением в 218 человек по статистическим данным переписи 2000 года.

## География
По данным Бюро переписи населения США город Ойл-Тро имеет общую площадь в 0,52 квадратных километров, водных ресурсов в черте населённого пункта не имеется.
Ойл-Тро расположен на высоте 69 метров над уровнем моря.

## Демография
По данным переписи населения 2000 года в Ойл-Тро проживало 218 человек, 66 семей, насчитывалось 95 домашних хозяйств и 105 жилых домов. Средняя плотность населения составляла около 436 человек на один квадратный километр. Расовый состав Ойл-Тро по данным переписи распределился следующим образом: 93,58 % белых, 3,21 % — чёрных или афроамериканцев, 1,38 % — коренных американцев, 1,83 % — представителей смешанных рас.
Из 95 домашних хозяйств в 34,7 % — воспитывали детей в возрасте до 18 лет, 49,5 % представляли собой совместно проживающие супружеские пары, в 12,6 % семей женщины проживали без мужей, 30,5 % не имели семей. 29,5 % от общего числа семей на момент переписи жили самостоятельно, при этом 14,7 % составили одинокие пожилые люди в возрасте 65 лет и старше. Средний размер домашнего хозяйства составил 2,29 человек, а средний размер семьи — 2,74 человек.
Население города по возрастному диапазону по данным переписи 2000 года распределилось следующим образом: 27,5 % — жители младше 18 лет, 4,6 % — между 18 и 24 годами, 27,5 % — от 25 до 44 лет, 27,1 % — от 45 до 64 лет и 13,3 % — в возрасте 65 лет и старше. Средний возраст жителей составил 38 лет. На каждые 100 женщин в Ойл-Тро приходилось 98,2 мужчин, при этом на каждые сто женщин 18 лет и старше приходилось 90,4 мужчин также старше 18 лет.
Средний доход на одно домашнее хозяйство в городе составил 31 528 долларов США, а средний доход на одну семью — 33 750 долларов. При этом мужчины имели средний доход в 30 500 долларов США в год против 21 250 долларов среднегодового дохода у женщин. Доход на душу населения в городе составил 14 079 долларов в год. 13,3 % от всего числа семей в населённом пункте и 11,0 % от всей численности населения находилось на момент переписи населения за чертой бедности, при этом 9,6 % из них были моложе 18 лет и 22,2 % — в возрасте 65 лет и старше.